# アレクサンドル・フィッシャー
アレクサンドル・フィッシャー（Alexandre Fischer、1998年1月19日 - ）は、フランスのラグビーユニオン選手。トップ14のクレルモンに所属している。

## 経歴
フランスのオート＝マルヌ県ショーモン生まれ。11歳からラグビーを始める。
クレルモンのアカデミーを経て、トップ14の2018-19シーズン開幕戦、クレルモンのアジャン戦でプロデビューを果たした。
2025年、フランス代表のニュージーランド遠征メンバーとなり、7月5日のニュージーランド代表戦に先発出場し、代表初キャップを得る。